# Assata Shakur
Assata Olugbala Shakur, pseudonimo di JoAnne Chesimard, nata JoAnne Deborah Byron (New York, 16 luglio 1947), è un'attivista e terrorista statunitense afroamericana, ex membro del partito delle Pantere Nere, e successivamente del Black Liberation Army (BLA).
Arrestata per diverse accuse, tra cui l'uccisione di un agente della polizia, Werner Foerster, avvenuta nel 1973, è evasa nel 1979. Ha ottenuto asilo politico nel 1984 a Cuba, dove attualmente vive. Dal maggio 2005 l'FBI l'ha catalogata come "terrorista interna".

## Biografia
Assata Shakur è cresciuta a New York e ha frequentato la scuola della Comunità di Manhattan ed il college del municipio di New York, dove prese parte in molte attività politiche.

### La sparatoria
Il 2 maggio 1973 Sundiata Acoli, Assata Shakur e Zayd Shakur, membri del Black Liberation Army, BLA, furono fermati in un'autostrada del New Jersey da James Harper e Werner Foerster, poliziotti statali, per guida con un fanale posteriore rotto. Secondo la versione della polizia, gli occupanti dell'auto aprirono il fuoco sui poliziotti e ne seguì una sparatoria, durante la quale Zayd Shakur venne ucciso e rimasero feriti Assata Shakur, Foerster e Harper.
Secondo la versione della polizia, uno dei passeggeri dell'automobile uscì dall'abitacolo, prese l'arma di Foerster e gli sparò due volte alla testa, causandone la morte immediata. Assata e Sundiata Acoli risalirono sulla loro automobile, dove giaceva Zayd Shakur morto, e fuggirono. Dopo otto miglia, Sundiata Acoli abbandonò l'automobile, lasciando all'interno i due compagni (la Shakur ferita e lo Zayd morto) e fuggendo nei boschi: dopo una caccia all'uomo fu catturato il giorno seguente.

### I processi

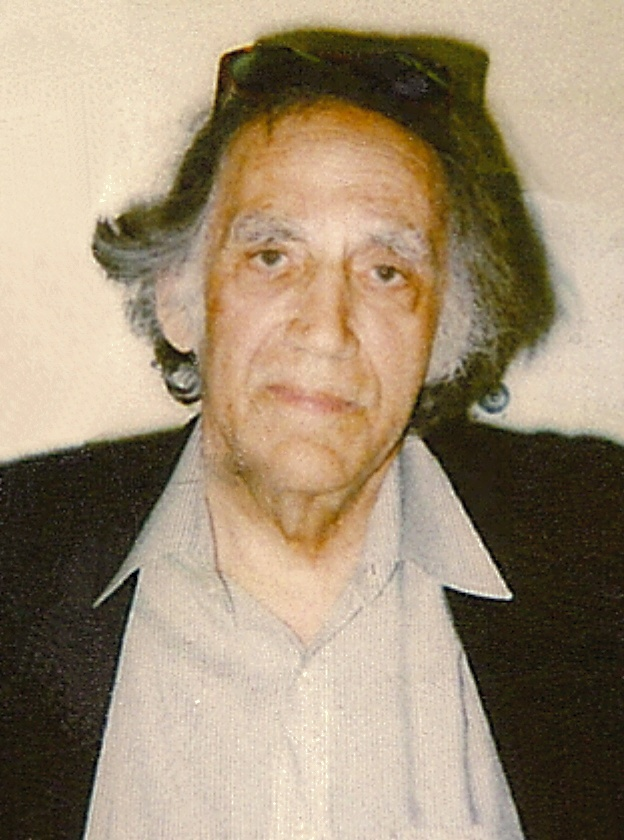
William Kunstler, avvocato di Assata Shakur

I sostenitori della Shakur basano la loro difesa sul fatto che, benché l'agente Harper dichiarò che fu Assata ad aprire il fuoco, questo non era fisicamente possibile dopo che era stata colpita al braccio mentre aveva le mani alzate e che le era stato danneggiato il tendine maggiore. Nel corso dei due anni e mezzo successivi alla sparatoria, Assata Shakur rimase in carcere mentre subiva sei diversi processi, con accuse varianti dal rapimento a scopo di estorsione alla rapina a mano armata, accuse dalle quali fu sempre assolta.
La Shakur sostenne di essere stata picchiata e seviziata durante la sua incarcerazione in diverse prigioni federali e statali. Nel 1977 Shakur fu giudicata colpevole dell'omicidio sia di Foerster che del suo compagno Zayd Shakur, per la sua partecipazione alla sparatoria, malgrado le prove fornite dalla difesa tese a dimostrare che non avrebbe potuto fisicamente impugnare un'arma durante i fatti. La giuria era composta unicamente da bianchi, cosa considerata illegale, e la condannò all'ergastolo e contemporaneamente a 33 anni di reclusione. Venne difesa dall'avvocato di sinistra William Kunstler.
Un gruppo vicino alle Pantere Nere, l'Organizzazione 19 maggio, di cui faceva parte anche Silvia Baraldini, si batteva per la libertà dei prigionieri politici, protestando contro le condizioni di isolamento in cui era stata confinata Assata, in un carcere maschile e in una cella senza luce naturale. Chiedevano inoltre un giudizio più equo e affermavano che Shakur rischiava di essere assassinata in prigione, timore nutrito anche dalla stessa Assata.

### L'evasione e Cuba
Nel 1979 è evasa dal carcere correzionale femminile di Clinton nel New Jersey, in seguito a un'azione armata di membri del Black Liberation Army, braccio armato delle Pantere Nere e dell'Organizzazione 19 maggio. Dopo sei anni e mezzo di detenzione, venne liberata dal carcere di massima sicurezza il 2 novembre 1979, da una donna e quattro uomini armati, che neutralizzarono le due guardie addette alla sorveglianza della sala colloqui, le presero in ostaggio e si allontanarono poi con la Shakur su un furgone. Le guardie vennero rilasciate poco lontano dal carcere. Nessuno fu ferito o ucciso.

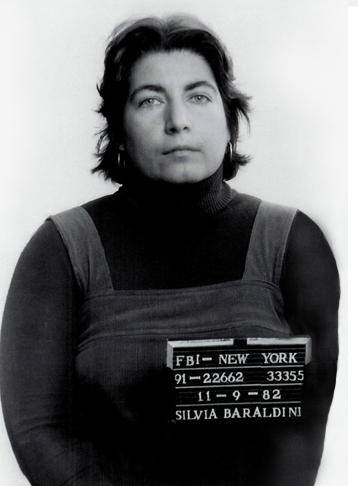
Foto segnaletica di Silvia Baraldini, l'attivista italiana che aiutò Assata Shakur nell'evasione.

Per questa azione furono ritenuti colpevoli e condannati il fratello Mutulu Shakur e Silvia Baraldini, riconosciuti come membri del commando. Assata ha vissuto come fuggitiva per parecchi anni successivi. Nel mese di novembre del 1980 pubblicò un nastro intitolato In qualche luogo dentro al mondo circa gli atti della violenza suprematista bianca negli Stati Uniti tra il 1979 e il 1980. La caccia all'uomo dell'FBI non valse a nulla. Nel luglio del 1981 si tenne una mobilitazione composta da circa 1000 cittadini in onore dei combattenti per la libertà degli afroamericani, tra i quali Assata Shakur ed altri membri del BLA.
Nel 1984 Assata Shakur fuggì a Cuba, dove Fidel Castro le concesse asilo politico. Nel 1998 il Congresso degli Stati Uniti votò all'unanimità una risoluzione che chiedeva al governo dell'Avana l'estradizione di JoAnne Chesimard (il nome all'anagrafe di Assata Shakur). Molti membri neri del Congresso hanno successivamente spiegato che erano contro la sua estradizione, ma non avevano riconosciuto il suo nome quando la mozione era stata proposta. Il governo cubano rifiutò la richiesta.

### Situazione attuale
L'associazione nazionale degli avvocati neri è tra le organizzazioni professionali che sostengono Assata Shakur. L'artista hip hop Mos Def si è espresso a suo favore; un altro, Common, ha registrato un omaggio a Shakur intitolato A song for Assata (Una canzone per Assata) contenuto nel suo album Like water for chocolate. La Shakur, a tutt'oggi, continua a sostenere la propria innocenza, così come il suo compagno Sundiata Acoli. Tuttavia, nessuno ha potuto spiegare come Werner Foerster sia stato colpito da quattro proiettili, compresi due nella parte posteriore della testa, provenienti dalla sua pistola, e il suo compagno James Harper sia stato ferito.
A Cuba ha scritto un libro intitolato Assata: an autobiography. Il 2 maggio 2005 il suo nome è stato aggiunto alla lista dei terroristi interni tenuta dall'FBI; la ricompensa prevista per l'aiuto al suo arresto è di un milione di dollari. Alcuni attivisti asseriscono che questa è un'applicazione delle leggi modificate da "un terrorista" (cioè George W. Bush) contro un "non-terrorista". La Comunità per l'applicazione di legge, particolarmente quella in New Jersey, ha sostenuto questa misura. La Shakur fu madrina del rapper Tupac Shakur, figlio di un'altra attivista delle Pantere Nere, Afeni Shakur.